# Hambletonia calvifrons
Hambletonia calvifrons är en stekelart som beskrevs av Sharkov och Woolley 1997. Hambletonia calvifrons ingår i släktet Hambletonia och familjen sköldlussteklar.
Artens utbredningsområde är Costa Rica. Inga underarter finns listade i Catalogue of Life.